# Macchiasångare
Macchiasångare (Iduna opaca) är en ljusbrun medelstor sångare som tillhör familjen rörsångare. Den häckar på Iberiska halvön och i Nordafrika i Marocko, Tunisien, Algeriet och Libyen. Vintertid flyttar den till Västafrika söder om Sahara. Tidigare behandlades den som underart till eksångare. Arten minskar i antal, men beståndet anses ändå livskraftigt.

## Utseende och läte

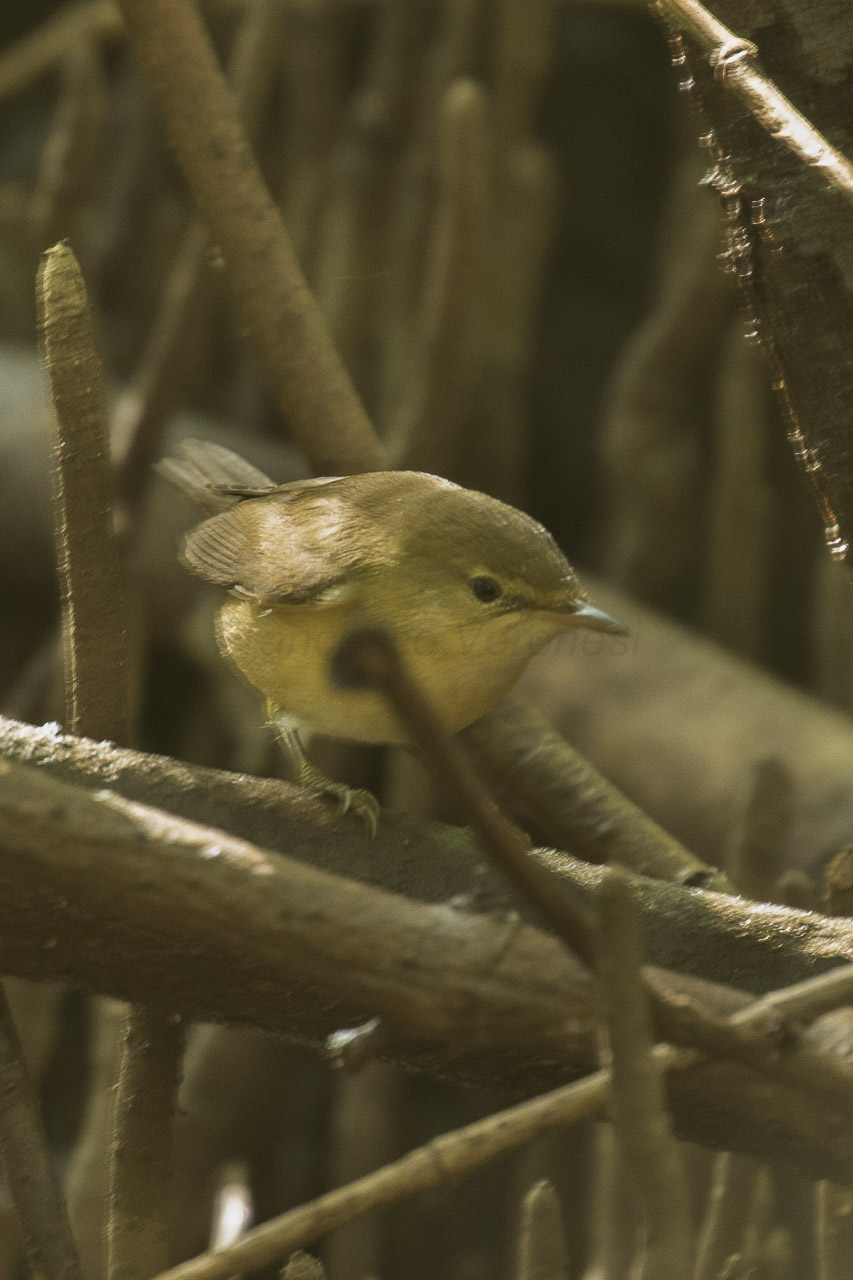
Övervintrande macchiasångare fotograferad i Gambia.

Macchiasångaren är en medelstor, 13–14 centimeter lång, slank och långstjärtad "sångare" som mer påminner om en mycket blek rörsångare än om den närbesläktade polyglottsångaren. Adulta fåglar har en rent ljusbrun rygg och vitaktig undersida. Näbben är kraftig, bred och spetsig, och benen är grå. Hanen och honan är identiska till utseendet, precis som hos de flesta "sångare", medan juvenilerna är mer sandfärgade på buken. 
I förhållande till den mycket närbesläktade eksångaren är macchiasångaren något större, har en kraftigare näbb, ljusare tygel och en brunare ton på ryggen. Macchiasångaren slår inte heller nedåt med stjärten vilket istället är karaktäristiskt för eksångaren.
Macchiasångarens sång är, som är ett nasalt babblande läte, är annars bästa karaktären som skiljer den ifrån eksångaren medan deras lockläten inte går att skilja åt.

## Utbredning
Macchiasångaren är en flyttfågel som häckar på iberiska halvön och i Nordafrika i Marocko, Tunisien, Algeriet och Libyen. Den övervintrar i Västafrika söder om Sahara från Senegal, Gambia och Mauretanien i väster och österut genom Mali, Burkina Faso, Niger till allra nordvästligaste Kamerun och söderut till Nigerias kust. Den observeras sällsynt i norra Europa, i Sverige vid endast ett tillfälle när en individ ringmärktes på Eggegrund i Gästrikland 25/9 1993.

## Systematik

### Artstatus och släktskap
Fram till 2003 behandlades macchiasångare och eksångare (Iduna pallida) som en och samma art. Tillsammans är de närmast släkt med artparet stäppsångare och saxaulsångare. Alla fyra placerades tidigare i Hippolais, men genetiska studier visar att arterna i Hippolais så som det traditionellt är konstituerat inte är varandras närmaste släktingar. De lyfts därför ut till det egna släktet Iduna tillsammans med två arter tidigare placerade i Chloropeta, afrikansk gulsångare och berggulsångare. Macchiasångaren delas inte upp i några underarter. 

### Familjetillhörighet
Rörsångarna behandlades tidigare som en del av den stora familjen sångare (Sylviidae). Genetiska studier har dock visat att sångarna inte är varandras närmaste släktingar. Istället är de en del av en klad som även omfattar timalior, lärkor, bulbyler, stjärtmesar och svalor. Idag delas därför Sylviidae upp i ett flertal familjer, däribland Acrocephalidae.

## Ekologi
Arten häckar i en mängd olika biotoper från torr macchia och öppen skogsmark med buskar, till frodiga och fuktiga biotoper vid floder eller i odlingar och palmlundar. Den lägger två till tre ägg i ett bo som placeras i undervegetationen eller i en buske. Som merparten av sångarna är den insektsätare.

## Status och hot
Arten har ett stort utbredningsområde och en stor population, men tros minska i antal, dock inte tillräckligt kraftigt för att den ska betraktas som hotad. IUCN kategoriserar därför arten som livskraftig (LC). I Europa tros det häcka 5 200 par, men Europa tros motsvara endast cirka tio procent av artens utbredningsområde.

## Namn
Macchia är en naturtyp som förekommer främst runt Medelhavet, men liknande vegetation finns på andra platser med medelhavsklimat som mellersta Chile, södra Kalifornien (vid namn chaparral), Kaplandet i Sydafrika (där det kallas fynbos) och i sydvästra och södra Australien. Macchiasångarens vetenskapliga artnamn opaca är latin och betyder "mörk" eller "dunkel".